# Gonichthys barnesi
Gonichthys barnesi is een straalvinnige vissensoort uit de familie van lantaarnvissen (Myctophidae). De wetenschappelijke naam van de soort is voor het eerst geldig gepubliceerd in 1943 door Whitley.